# Орлов Георгій Михайлович
Георгій Михайлович Орлов (рос. Георгий Михайлович Орлов, 29 березня 1903, с. Луб'янки, Орловська губернія — 30 листопада 1991, Москва) — державний діяч, один з керівників ГУЛАГу НКВС СРСР, генерал-майор інженерно-технічної служби (1943). Кандидат у члени ЦК КПРС у 1952—1966 роках. Депутат Верховної ради РРФСР 5-го скликання. Депутат Верховної Ради СРСР 2-го, 4-го, 6-го скликань.

## Життєпис
Народився в родині службовця. У 1921—1923 роках — шкільний працівник в Дмитровському повіті Орловської губернії. У 1923 закінчив робітничий факультет при Орловському університеті.
У 1928 році закінчив Ленінградську лісотехнічну академію.
У 1927—1931 роках — інженер-конструктор, старший інженер-конструктор і завідувач технічного бюро Дубровського целюлозно-паперового комбінату.
З 1931 року працював в Державному інституті з проєктування підприємств целюлозно-паперової промисловості в Ленінграді: завідувач сульфітного сектора (1931—1932), в.о. головного інженера (1932—1933), головний інженер (1933—1938).
У березні 1938 року виключений з кандидатів в члени ВКП(б) (перебував з 1930 року) Виборзьким районним комітетом ВКП(б) "«за втрату політичної пильності до ворогів народу». Відновлений в кандидатах у серпні 1938.
З 1938 працював в органах НКВС СРСР: з 20 травня 1938 року — начальник целюлозно-паперового відділу ГУЛАГу, з 13 червня 1939 року — начальник відділу целюлозно-паперової промисловості та заступник начальника ГУЛАГу. З 19 серпня 1940 по 26 лютого 1941 року — 1-й заступник начальника ГУЛАГу.
Член ВКП(б) з 1940 року.
26 лютого 1941 — травень 1944 року — начальник Головного управління таборів промислового будівництва НКВС СРСР.
24 травня 1944 — 12 березня 1947 року — народний комісар (міністр) целюлозної і паперової промисловості СРСР.
12 березня 1947 — 29 липня 1948 року — міністр лісової промисловості СРСР.
29 липня 1948 — 16 лютого 1951 року — міністр лісової і паперової промисловості СРСР.
16 лютого 1951 — 15 березня 1953 року — міністр лісової промисловості СРСР.
15 березня 1953 — 19 квітня 1954 року — міністр лісової і паперової промисловості СРСР.
19 квітня 1954 — 6 вересня 1957 року — міністр лісової промисловості СРСР.
4 червня 1957 — 11 квітня 1958 року — міністр лісової промисловості Російської РФСР.
У квітні 1958 — липні 1960 року — заступник голови Державної планової комісії Російської РФСР. Одночасно 11 квітня — 13 червня 1958 року — міністр Російської РФСР.
У липні 1960 — 22 січня 1962 року — заступник, 1-й заступник голови Державного планового комітету Ради міністрів СРСР. Одночасно у вересні 1961 — лютому 1962 року — міністр СРСР.
22 січня 1962 — 2 жовтня 1965 року — голова Державного комітету з лісової, целюлозно-паперової, деревообробної промисловості і лісовому господарстві при Державному плановому комітеті РМ СРСР — міністр СРСР.
У жовтні 1965 — травні 1978 року — заступник голови Державного комітету Ради міністрів СРСР із матеріально-технічного постачання.
З травня 1978 року — персональний пенсіонер союзного значення в Москві.

## Спецзвання
- майор державної безпеки (22.04.1940)
- генерал-майор інженерно-технічної служби (22.02.1943)

## Нагороди
- п'ять орденів Леніна (10.09.1939, 20.10.1940)
- орден Жовтневої Революції
- три ордени Трудового Червоного Прапора (28.03.1942)
- орден Дружби народів